# Рамм, Вита Иозовна
Вита Иозовна Рамм (лит. Vita Ramm; 30 мая 1955, Каунас — 25 ноября 2023, Москва) — российский кинокритик, радиожурналист, редактор.

## Биография
Родилась и выросла в Каунасе. Училась на филологическом факультете Вильнюсского университета. На третьем курсе бросила учёбу, решив заняться театром. Два года обучалась у Анатолия Эфроса в театре на Малой Бронной в ходе репетиций спектакля «Месяц в деревне». В 1984 году окончила киноведческий факультет Всесоюзного государственного института кинематографии (мастерская Лидии Зайцевой и Армена Медведева). Киновед Игорь Кокарев, преподававший социологию фильма, называл её своей лучшей студенткой.
По окончании ВГИКа работала старшим редактором сценарного отдела студии «Дальтелефильм» во Владивостоке. Вышла замуж за капитана дальнего плавания.
В 1994 году переехала в Калининград. Работала руководителем международных проектов в благотворительной организации «Каритас-Запад», главным редактором радио «Балтик Плюс».
В 1998 году по семейным обстоятельствам переехала в Москву. Её сын Александр, ставший известным виолончелистом, вспоминал: «Ей было 40 лет, когда она не побоялась начать жизнь сначала: переехала из Калининграда в Москву одна с двумя детьми (у меня ещё есть брат), чтобы я смог учиться в столице». С 1998 по 2008 год работала обозревателем на радио «Эхо Москвы», вела прямые эфиры о кино, программы «Эхо Кино» и «Все на выход». Составляла альманах «9 1/2 минут о кино». В 1999 году снялась в одном из эпизодов фильма Егора Кончаловского «Затворник».
Совмещала работу на радио с должностью шеф-редактора тематического приложения «Новых Известий» «Pro Кино». В качестве корреспондента и обозревателя сотрудничала с такими изданиями, как «Время Новостей», «Ведомости», «Еженедельный журнал», «Культура», «Российская газета», «Аргументы и факты», «Общая газета», «Век», «Время MN». Публиковалась на Полит.ру, в журнале «Музыкальная жизнь».
С апреля 2007 июнь по 2011 года — кинообозреватель газеты «Известия». По совместительству с 2009 года — заместитель главного редактора газеты Союза кинематографистов РФ «СК-Новости». С июня 2011 года — обозреватель портала «ПрофиСинема».
В 2008 году была членом жюри кинофестиваля мусульманского кино «Золотой минбар». В 2011 и 2012 годах входила в состав отборочной комиссии премии «Золотой носорог». В 2017 году была членом жюри международного кинофестиваля «Балтийские дебюты».
В 2017 году подписала открытое письмо литовской культурной общественности с призывом сохранять и развивать отечественную культуру. Присоединилась к открытому письму киноведов, кинокритиков и киножурналистов России от 2 марта 2022 года «Против военной агрессии России в Украине».
В ноябре 2013 года переехала жить в Палангу. Сотрудничала с порталом euromag.ru.
Член Гильдии киноведов и кинокритиков России.
Умерла 25 ноября 2023 года в Москве после продолжительной болезни. Похоронена на Востряковском кладбище.
Сыновья:
- Мартин Рамм (1986) — выпускник РОСНОУ, специалист по IT.
- Александр Рамм (1988) — виолончелист, лауреат (серебро) XV международного конкурса имени Чайковского (2015)[39].